# Penàguila
Penàguila (em valenciano e oficialmente) ou Penáguila (em castelhano) é um município da Espanha na província de Alicante, Comunidade Valenciana. Tem 49,92 km² de área e em 2021 tinha 275 habitantes (densidade: 5,5 hab./km²).

## Demografia
| Variação demográfica do município entre 1991 e 2004 | Variação demográfica do município entre 1991 e 2004 | Variação demográfica do município entre 1991 e 2004 | Variação demográfica do município entre 1991 e 2004 |
| --------------------------------------------------- | --------------------------------------------------- | --------------------------------------------------- | --------------------------------------------------- |
| 1991                                                | 1996                                                | 2001                                                | 2004                                                |
| 352                                                 | 346                                                 | 357                                                 | 344                                                 |